# Eta2 Fornacis
Título a ser usado para criar uma ligação interna é Eta2 Fornacis.
Eta2 Fornacis (52 Fornacis) é uma estrela dupla na direção da constelação de Fornax. Possui uma ascensão reta de 02h 50m 14.75s e uma declinação de −35° 50′ 37.3″. Sua magnitude aparente é igual a 5.92. Considerando sua distância de 500 anos-luz em relação à Terra, sua magnitude absoluta é igual a −0.01. Pertence à classe espectral K0III.